# S-75

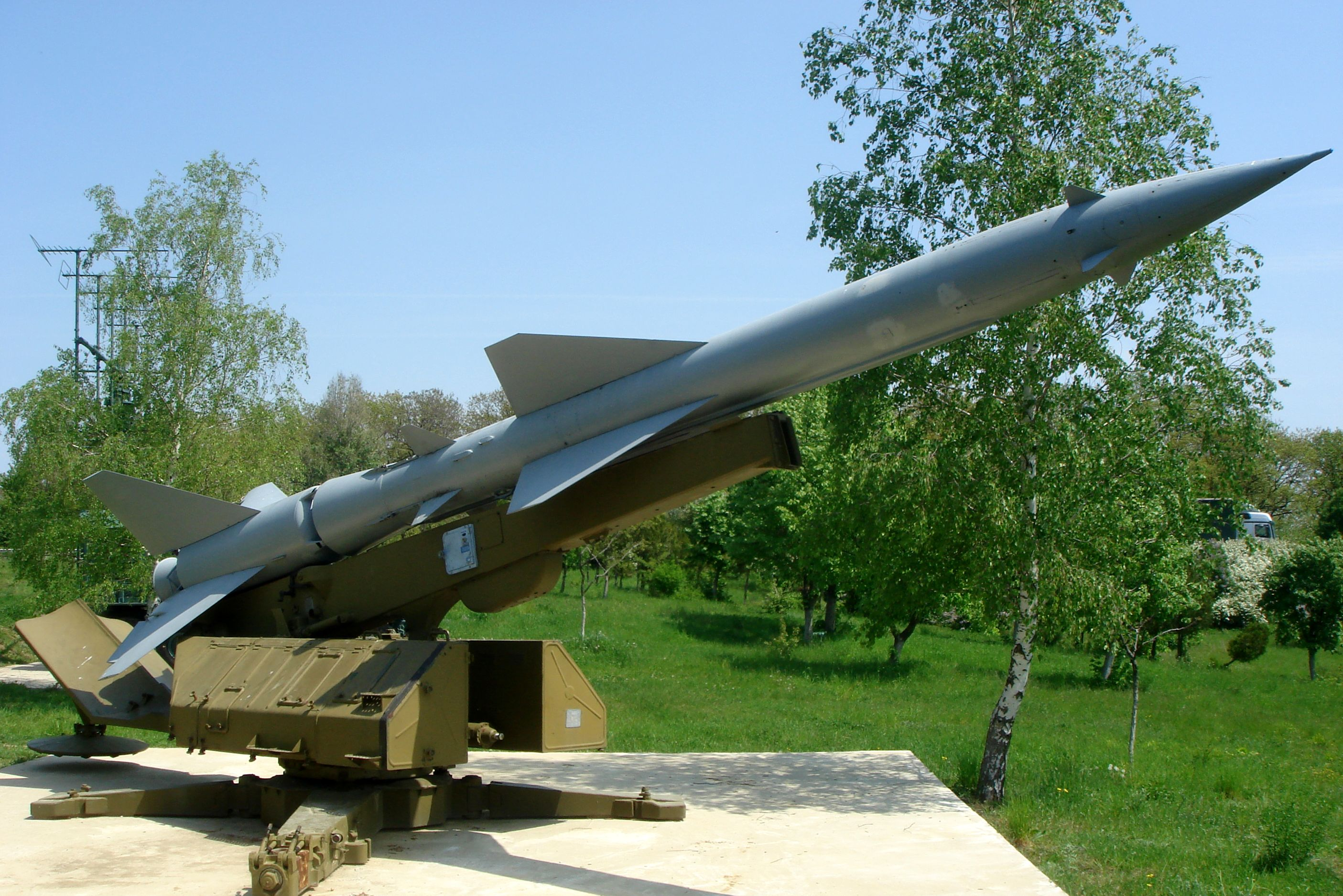
Pocisk W-750W 1D

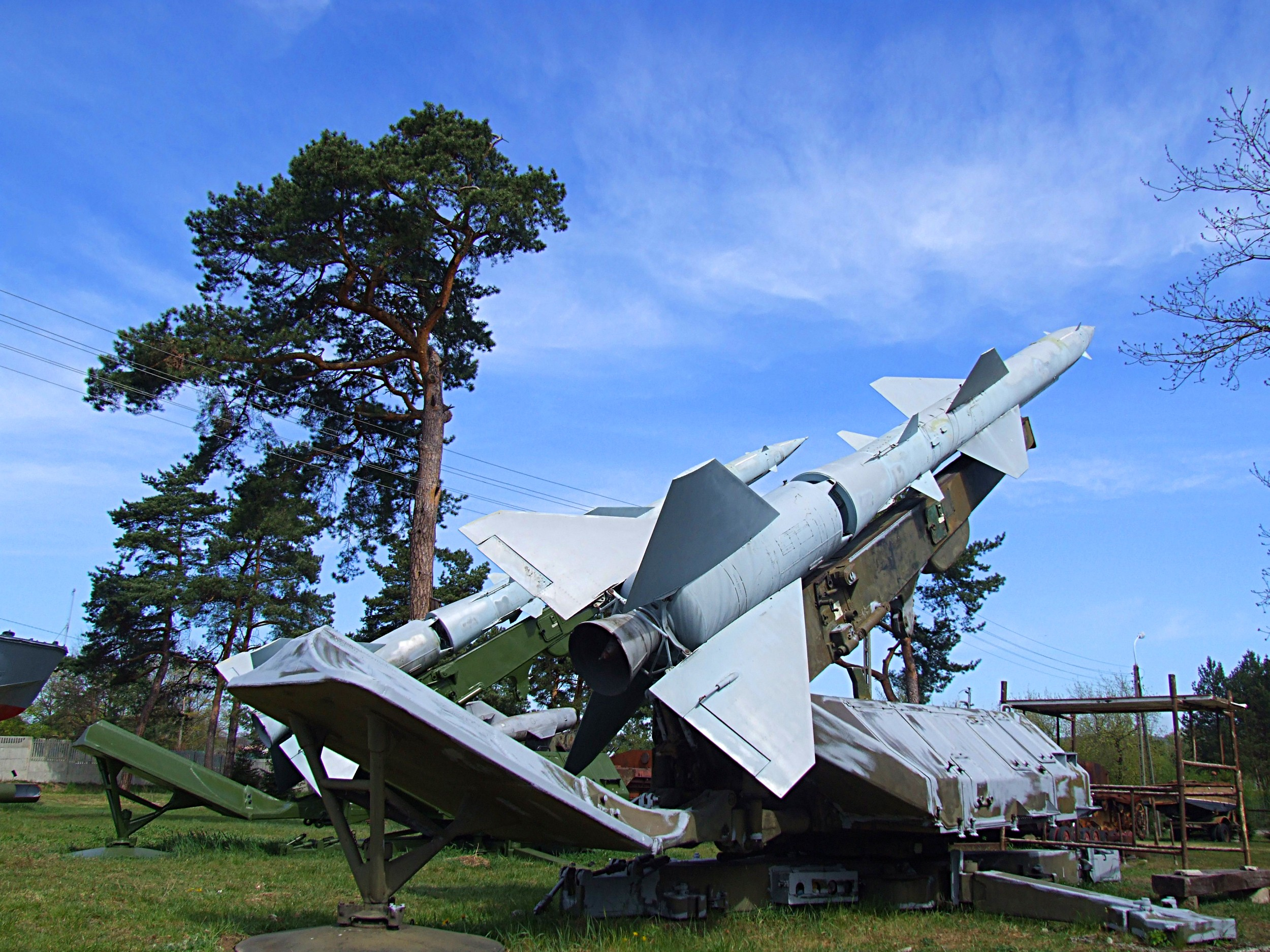
S-75 w Muzeum Orła Białego w Skarżysku-Kamiennej

S-75 – radziecki rakietowy system przeciwlotniczy (ziemia-powietrze) rozwijany w trzech głównych modyfikacjach oznaczonych: SA-75 Dwina (pol. Dźwina), S-75 Diesna (pol. Desna) i S-75M Wołchow, w kodzie NATO oznaczana jako SA-2 Guideline. Rakieta dwustopniowa, przeznaczona do zwalczania celów na średnim i wysokim pułapie. Pierwsza publiczna prezentacja miała miejsce w Moskwie na defiladzie jesienią 1957 roku.
Bezpośrednim impulsem przyspieszenia prac nad systemem były loty nad ZSRR amerykańskich samolotów zwiadowczych U-2 odbywające się w drugiej połowie lat 50. Zasadniczym wariantem miał być S-75 z radarem pracującym na falach 6-centymetrowych, lecz dla przyspieszenia prac, opracowano najpierw uproszczony system SA-75 Dwina, z radarem pracującym na falach decymetrowych. Nazwę kodową nadano mu od rzeki Dźwiny. W 1957 roku rozpoczęto produkcję elementów systemu, a w sierpniu 1957 roku przeprowadzono próby poligonowe. System SA-75 z rakietami 1D (W-750) był przyjęty na uzbrojenie ZSRR postanowieniem z 11 grudnia 1957 roku. Dostawy do wojsk obrony powietrznej ZSRR rozpoczęły się w 1958 roku.
1 maja 1960 roku przy jej pomocy zestrzelono amerykański samolot zwiadowczy U-2 pilotowany przez Francisa Gary’ego Powersa. Kolejny U-2 został zestrzelony nad Kubą w czasie Kryzysu kubańskiego (major Rudolf Anderson, pilot poległ). Wojna w Wietnamie była sprawdzianem możliwości tych rakiet. 24 lipca 1965 roku zestrzelono pierwszy samolot (F-4 Phantom z 45. Dywizjonu USAF), a po miesiącu – następny. Systemy OP tego typu stanowiły poważne zagrożenie dla sił USA. Rozpoczęto serię bombardowań stanowisk OP pod kryptonimem „Iron Hand”. Na początku wojny w Wietnamie nie było wiele wyrzutni tego typu, sytuacja zmieniła się wraz z rozwojem walk. Używany był powszechnie na Bliskim Wschodzie przez państwa arabskie przeciw lotnictwu Izraela – szczególnie w wojnie Jom Kipur.
W latach 70. XX w. udowodniono także skuteczność systemu w zwalczaniu celów nawodnych ogniem „na wprost”, tzn. z wyrzutni ustawianych na klifie lub wysokim brzegu z belką startową pod minimalnym kątem elewacji.
Rakietę eksportowano do krajów Układu Warszawskiego, w tym Polski, i 20 innych państw. Produkowana na licencji w Chinach nosiła oznaczenie HQ-2.
W Polsce w rakiety tego systemu w wersji „Dźwina” były wyposażone dywizjony ogniowe WOPK: 4. DOAR w Baniosze koło Góry Kalwarii (3. Warszawska Brygada OPK) oraz na Śląsku. W wersji „Wołchow” dywizjonów 26. Gryfickiej, 4. Gdyńskiej oraz 3. Warszawskiej Brygady WOPK/WLOP.
Konstrukcja była rozwijana i w wyniku prowadzonych prac powstał zmodernizowany zestaw rakietowy S-75M Wołchow o lepszych parametrach.

## Wersje
- SA-75 Dwina (Dźwina) – pierwsza wersja produkcyjna, nad którą prace rozpoczęto w 1957 roku. Na zachodzie znana pod oznaczeniem SA-2A
- S-75 Desna
- S-75M Wołchow – na Zachodzie znana jako SA-2C.

Zestaw rakietowy S-75M Wołchow był zmodernizowaną wersją S-75 Dźwina. Składał się z następujących elementów:
- Kabina dowodzenia – UW (kryptonim Urszula)
- Kabina nadawczo-odbiorcza z systemem anten – PW (Kryptonim Pelagia)
- Kabina AW (Kryptonim Amelia) systemów: UWW – układy wyliczania współrzędnych celu i rakiety, UWK – układy wyliczania komend kierowania rakietą, RNK – radio-nadajnik komend, SCR – selekcja celów ruchomych (układy przeciwzakłóceniowe)
- Kabina rozdziału zasilania – RW (kryptonim Roma)
- dwie elektrownie ESD100
- Sześć wyrzutni rakiet SM90
- Samochody transportowo-załadowcze (STZ)
- zestawy kołowe do podnoszenia wyrzutni w pozycję transportową – holowane przyczepy, ciągniki samochodowe
- pociski rakietowe bojowe i ćwiczebne (bez ładunku bojowego z wypełnieniem do masy nominalnej). W czasie normalnej gotowości bojowej pięć wyrzutni było załadowanych stale rakietami bojowymi – jedna ćwiczebną, pod wiatami na samochodach transportowo-załadowczych znajdowała się szósta rakieta do pełnego uzbrojenia oraz sześć kolejnych do ponownego przeładowania wyrzutni w celu szybkiego odtworzenia gotowości bojowej. Kolejne rakiety (58 szt.) znajdowały się w magazynach Baterii Technicznej Dywizjonu Ogniowego bądź w Dywizjonie Technicznym na szczeblu Brygady WOPK.

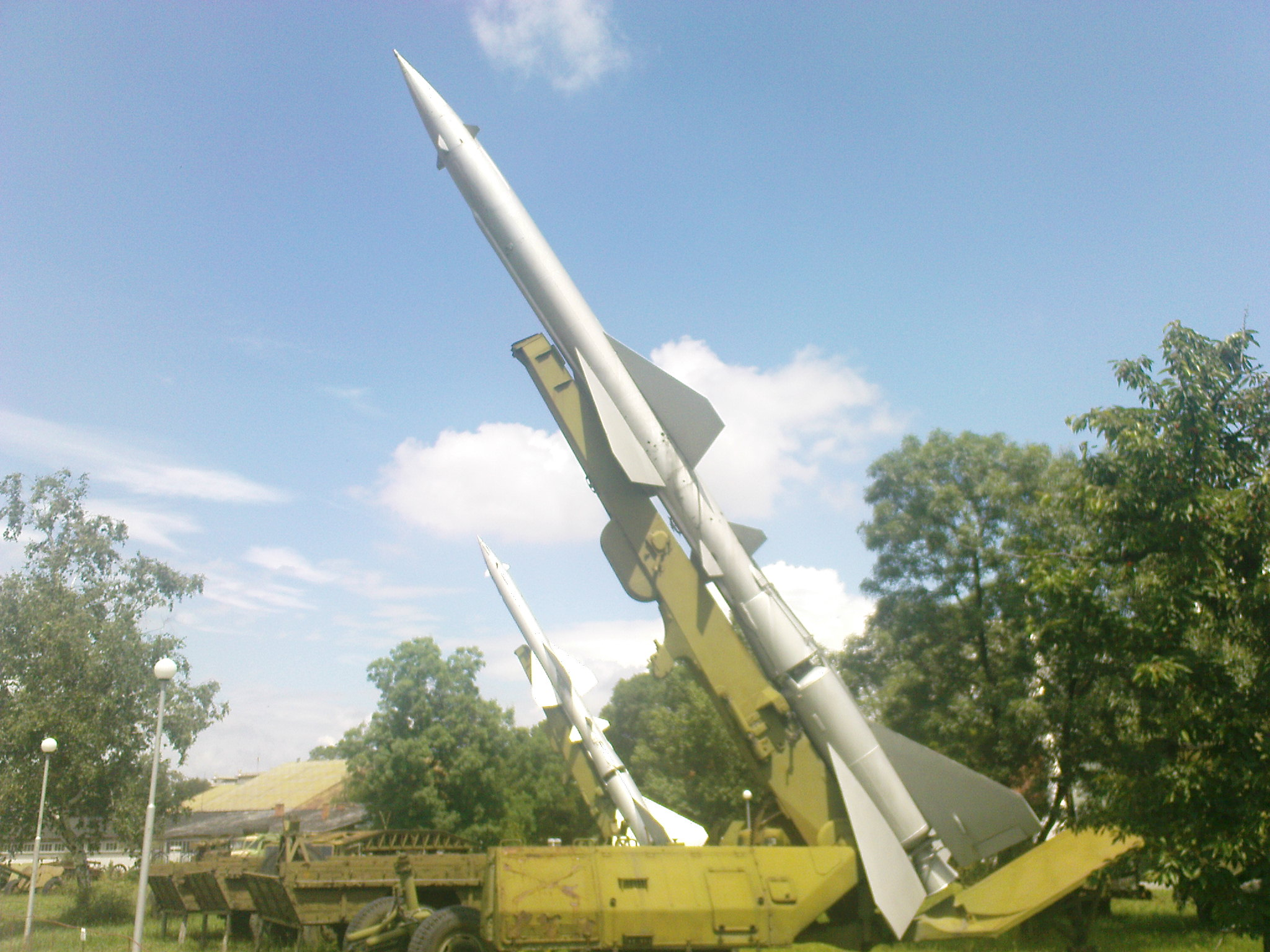
Wyrzutnia S-75

Zestaw rakietowy „Wołchow” użytkowany w Polsce wyposażony był w dwa rodzaje rakiet: starsze 20DP i nowsze 20DSU. Różnica polegała na szybszym wchodzeniu w stan gotowości do startu nowszych rakiet poprzez zastosowanie tzw. „forsażu”, czyli czasowym zwiększeniu napięcia żarzenia lamp z 6,3 do 9 V w układach elektronicznych i napięcia rozpędzającego silniki żyroskopów (z 3 x 36 V 400 Hz do 50 V) w systemie sterowania rakiety. Były to rakiety dwuczłonowe. Składały się z: silnika startowego: – paliwem było 12 sztuk lasek prochowych o długości około 1,2 m każda, wadze 600 kg oraz z części marszowej zawierającej: – silnik marszowy – na paliwo ciekłe (samina) w zbiorniku i utleniacza, którym był stężony kwas azotowy; – zbiornik kulisty z powietrzem sprężonym do 400 atm. do napędu sterolotek; – ładunek bojowy; – 2 sztuki WDM (zapalniki kształtujące w zależności od sposobu ich inicjacji wiązkę odłamków); – elementy sterowania rakietą; – urządzenie nadawczo-odbiorcze do komunikowania się z SNR (Stacją Naprowadzania Rakiet). Komunikacja odbywała się przez Radionadajnik Komend (RNK) – pokładową stację radiolokacyjną (radiozapalnik) – wysyłającą impulsy w przestrzeń w celu wykrycia obiektu. W przypadku otrzymania 7 „pozytywnych” odpowiedzi następowało poderwanie ładunku bojowego. W ZSRR była w uzbrojeniu wersja rakiety z głowicą nuklearną o mocy 15 kT, przeznaczona do niszczenia szczególnie ważnych celów, zwłaszcza zgrupowań bombowców przeciwnika.
W czasie pokoju system był rozlokowany na przygotowanych, zamaskowanych stanowiskach stałych; wyrzutnie miały umocnione podłoże, otoczone były wałem ziemnym i rozmieszczone koliście wokół centralnie położonego umocnionego stanowiska dowodzenia, które znajdowało się wewnątrz usypanego z ziemi wzgórza. Ulokowane w nim były żelbetowe garaże mieszczące poszczególne kabiny systemu. Na szczycie znajdowało się stanowisko kabiny SNR z nadajnikami i pięcioma antenami. Na osobnych stanowiskach były umieszczone: radarowa stacja wstępnego przeszukiwania i radiowysokościomierz. Stacja była wyposażona w urządzenia rozpoznania swój-obcy. W pobliżu były 3 wiaty kryjące samochody transportowo-załadowcze z rakietami do ponownego załadowania wyrzutni. Całość była połączona charakterystycznym systemem dróg dojazdowych, rozpoznawalnych na zdjęciach lotniczych i satelitarnych. Dywizjony ogniowe w krajowym systemie obrony powietrznej miały przeważnie przygotowane wcześniej uproszczone stanowiska zapasowe zlokalizowane w pobliżu miejsc stałej dyslokacji.
W części dywizjonów (w Polsce na Wybrzeżu i Pomorzu 4. i 26. Brygada WOPK) były baterie techniczne mające za zadanie dostarczanie rakiet baterii startowej obsługującej wyrzutnie. Dla dywizjonów ogniowych nieposiadających baterii technicznych położonych w głębi strefy obrony budowano dywizjony techniczne zaopatrujące po kilka dywizjonów ogniowych w amunicję.
Naprowadzanie rakiet na cel odbywało się z wykorzystaniem jednej z trzech metod:
- T/T – Trzech Punktów – w której Stacja Naprowadzania Rakiet (SNR), rakieta i cel znajdowały się zawsze w jednej linii
- PW – Połowicznego Wyprzedzenia – w której do wzoru określającego tor lotu rakiety wprowadzono współczynnik wyprzedzenia zmniejszający przeciążenia
- K – metoda K – wykorzystywana do strzelania do celów nisko lecących, w której w początkowej fazie lotu rakiety jej tor był podnoszony w górę, dalszy etap lotu odbywał się według metody PW.

## Dane taktyczno-techniczne
- Wersje od A do D i F głowice odłamkowo-burzące
- Wersja E pocisk W-760 (izdielije 15D) z głowicą nuklearną o masie 250 kg i mocy 10 kT, do zwalczania celów grupowych. Długość rakiety 11200 mm, masa startowa 2450 kg. Dla zwiększenia niezawodności pocisk miał zdublowane bloki radiośledzenia i radiokierowania oraz dodatkowy blok sterowania autopilotem AS-1N. W pocisku nie zamontowano radiozapalnika, inicjacja ładunku bojowego odbywała się na komendę ze stanowiska dowodzenia. Zmieniono układ samolikwidatora. Pocisk nie posiadał przednich powierzchni destabilizatora, głowica bojowa była nadkalibrowa, była pochodną odmianą ładunku jądrowego opracowanego dla torped kalibru 533 mm w Zakładzie nr 41 pod kierunkiem W.W. Koljaskina.

W kwietniu 1975 decyzją Ministerstwa Obrony ZSSR nr 0067 przyjęto oficjalnie do uzbrojenia zmodernizowaną wersję W-760W (izdielije 5W29).
- Kontrola ognia: radiokomendami poprzez radar SNR-75 (kod NATO „Fan Song”) śledzący cel i rakietę oraz podający komendy sterujące do układów sterowania pocisku, używano anten szerokiej i wąskiej wiązki
- Waga startowa: 2326 kg
- Długość rakiety 10 780 mm
- Silnik: dwustopniowy; pierwszy stopień na paliwo stałe (laski prochowe), drugi stopień na paliwo ciekłe w postaci mieszaniny węglowodorów, ze stężonym kwasem azotowym jako utleniaczem
- Prędkość: 3,5 M
- Pułap: minimalny 100 m, maksymalny w zależności od wersji pocisku rakietowego do 40 000 m
- Pułap efektywny: 18,6 km
- Zasięg: aktywny (włączony silnik marszowy) 43 km, pasywny 56 km
- Prędkość celu: do 1100 m/s
- Głowica: odłamkowo-burząca, o masie 195 kg, żeliwny odlew dzielący się na 8000 odłamów w chwili wybuchu 113 kg mieszaniny trotylu z heksogenem, detonowana dwoma niezależnymi detonatorami: z przodu i z tyłu ładunku, przy pomocy radiozapalnika lub komendą ze stacji naprowadzania, wbudowany system autodestrukcji po minięciu celu na dużej wysokości.

Maksymalny zasięg rażenia odłamkami na dużych pułapach wynosi 244 m, a na niskich i średnich do 120 m (efektywnie do 65 m)

## Użytkownicy
Aktualni
- Armenia – 79 wyrzutni
- Azerbejdżan – 25
- Bułgaria – 18
- Chiny
- Kuba
- Egipt – 240, Tayer el-Sabah

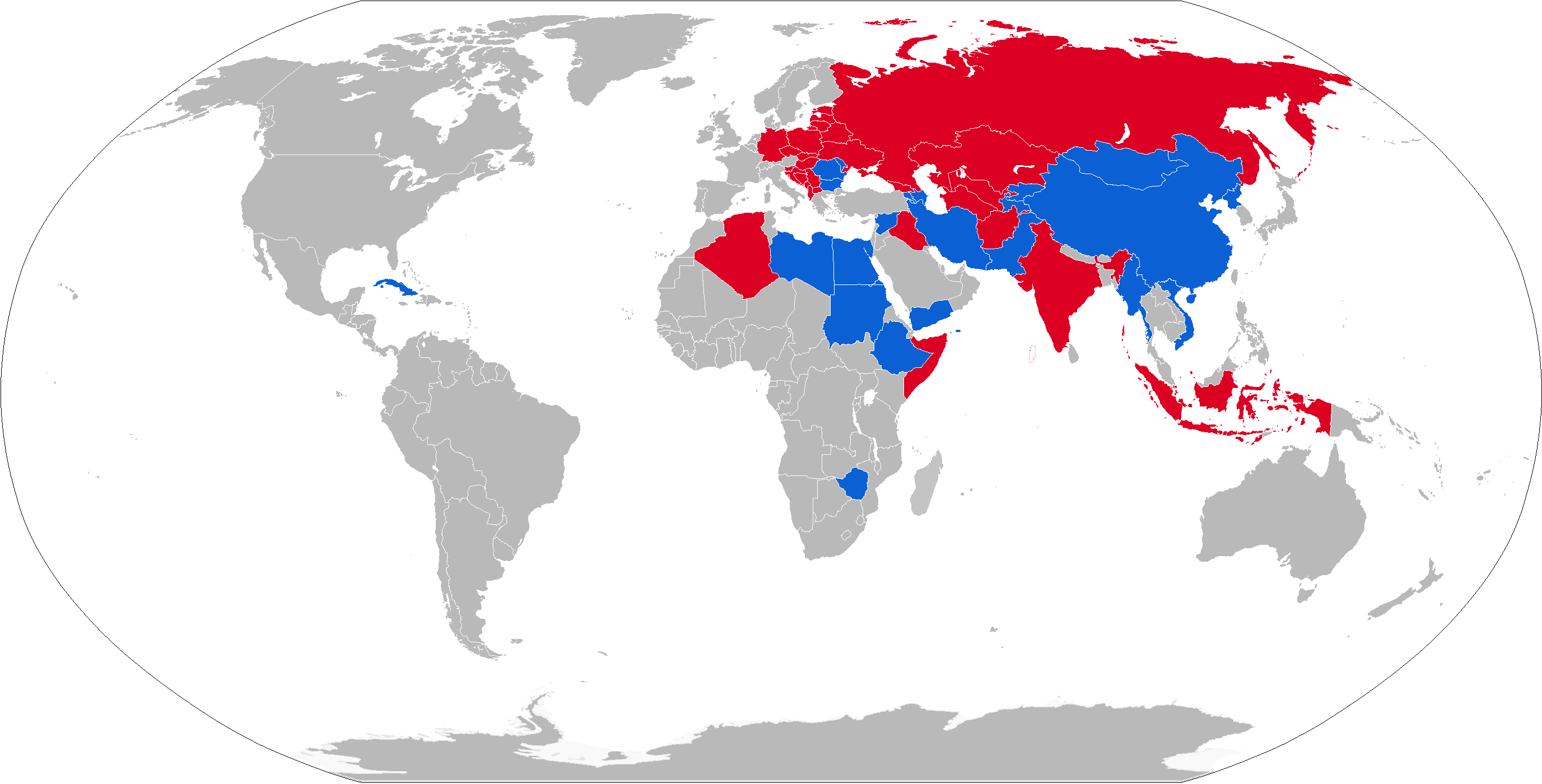
Niebieski – aktualni, czerwony – byli

- Etiopia – niektóre rozwinęły się w systemy samojezdne[4]
- Iran – około 300 wyrzutni, HQ-2J i Sayyad-1/1A & 2[5].
- Kirgistan
- Libia[6]
- Mongolia
- Mjanma – 48 z 250 w 2008
- Korea Północna – 270
- Pakistan – HQ-2B w służbie Pakistańskich Sił Powietrznych[7][8].
- Rumunia
- Sudan – 700
- Syria – 275
- Tadżykistan
- Wietnam – 280
- Jemen
- Zimbabwe

### Byli użytkownicy
- Afganistan
- Algieria
- Albania – 84 wyrzutni
- Czechosłowacja – 23
- Gruzja
- Indonezja
- Indie
- Irak
- Mołdawia – 3 wyrzutnie
- NRD
- Polska – wycofana w 2001 roku[9].
- Rosja – większość została wycofana 1991–1996. Pociski używane były jako cele szkolenia. RM-75W / MW Armawir, Sinica-1/6 (S-75M, pocisk 20DSU), Sinica-23 / Korszun (Wyrzutnia S-75M3, pocisk 5Ja23), (wszystkie służyły do 2011 roku)
- Somalia – nieużywane
- ZSRR
- Jugosławia
- Węgry